# Roca Foradada (Torrelles de Foix)
La Roca Foradada és una muntanya de 590 metres que es troba al municipi de Torrelles de Foix, a la comarca de l'Alt Penedès.